# Фесенюк Іван Петрович
Іван Петрович Фесенюк (28 березня 1993, Київ — 13 березня 2024, Донецька область) — сержант Збройних Сил України, учасник російсько-української війни, професійний спортсмен і тренер, майстер спорту міжнародного класу з кікбоксингу.

## Життєпис
Народився 28 березня 1993 року в місті Києві. Навчався у школі №156. Закінчив професійно-технічне училище за фахом кулінар-кондитер. Здобув кваліфікацію спеціаліста на Приладобудівному Факультеті НТУУ КПІ. Здобув ступінь магістра на Факультеті фізичної культури, спорту і здоров’я Університету Григорія Сковороди в Переяславі.
Був активним учасником руху вболівальників футбольного клубу «Динамо-Київ».
Від початку повномасштабного вторгнення Росії в Україну приєднався до лав ЗСУ. Брав участь в обороні Києва. У складі 3ОШБ брав участь у боях за Бахмут та Авдіївку. Загинув, рятуючи побратима, 13 березня 2024 року на Авдіївському напрямку.

## Спортивні досягнення
Кікбоксингом почав займатися у віці 15 років під керівництвом тренера Олександра Попова. Під час навчання в університеті брав участь у студентських спортивних змаганнях, зокрема був чемпіоном університету, а згодом чемпіоном міста Києва з кікбоксингу серед студентів.
У 2017 році почав тренерську діяльність.
У 2018-2021 роках був призером численних професійних спортивних змагань.
У жовтні 2019 року здобув дві золоті та одну бронзову медаль на WKA Kickboxing World Championship 2019 .
| Назва змагання                                                                                      | Рік  | Місто    | Категорія  | Місце |
| --------------------------------------------------------------------------------------------------- | ---- | -------- | ---------- | ----- |
| Чемпіонат України з кікбоксингу WAKO серед дорослих                                                 | 2021 | Одеса    | LC.Sn-79.M | 2     |
| Чемпіонат України з кікбоксингу WAKO серед дорослих                                                 | 2021 | Одеса    | KL.Sn-79.M | 3     |
| Всеукраїнський турнір з кікбоксингу WAKO серед дорослих                                             | 2021 | Бровари  | LC.Sn-74.M | 2     |
| Всеукраїнський турнір з кікбоксингу WAKO серед дорослих                                             | 2021 | Бровари  | LC.Sn-79.M | 2     |
| Всеукраїнський турнір з кікбоксингу WAKO серед дорослих                                             | 2021 | Бровари  | KL.Sn-74.M | 3     |
| Всеукраїнський турнір з кікбоксингу WAKO серед дорослих                                             | 2021 | Бровари  | KL.Sn-79.M | 3     |
| Відкритий Чемпіонат Київської області з кікбоксингу WAKO серед всіх вікових категорій (всі розділи) | 2021 | Бровари  | LC.Sn-74.M | 2     |
| Відкритий Чемпіонат Київської області з кікбоксингу WAKO серед всіх вікових категорій (всі розділи) | 2021 | Бровари  | LC.Sn-79.M | 2     |
| Відкритий Чемпіонат Київської області з кікбоксингу WAKO серед всіх вікових категорій (всі розділи) | 2021 | Бровари  | KL.Sn-74.M | 3     |
| Відкритий Чемпіонат Київської області з кікбоксингу WAKO серед всіх вікових категорій (всі розділи) | 2021 | Бровари  | KL.Sn-79.M | 3     |
| Відкритий Чемпіонат Києво-Святошинського району (розділи: К-1,LK ,KL, LC)                           | 2020 | Вишневе  | LC.Sn-79.M | 1     |
| Відкритий Чемпіонат Києво-Святошинського району (розділи: К-1,LK ,KL, LC)                           | 2020 | Вишневе  | KL.Sn-79.M | 1     |
| Відкритий чемпіонат Київської області з кікбоксингу WAKO                                            | 2020 | Київ     | LC.Sn-79.M | 1     |
| Кубок України з кікбоксингу WAKO серед дорослих                                                     | 2019 | Черкаси  | FC.Sn-71.M | 3     |
| Відкритий Чемпіонат Київської області з кікбоксингу ВАКО                                            | 2019 | Київ     | KL.Sn-79.M | 2     |
| Чемпіонат міста Києва з кікбоксингу WAKO                                                            | 2019 | Київ     | FC.Sn-81.M | 3     |
| Чемпіонат міста Києва з кікбоксингу WAKO                                                            | 2019 | Київ     | FC.Sn-81.M | 1     |
| WKA Kickboxing World Championship 2019                                                              | 2019 | Свідниця |            | 1     |
| Відкритий чемпіонат Київської області з кікбоксингу WAKO                                            | 2018 | Боярка   | LK.Sn-75.M | 1     |
| Відкритий кубок м.Києва та Київської області з кікбоксингу "ВАКО"                                   |      |          | K1.Sn-81.M | 3     |
| Відкритий Чемпіонат України серед студентів з кікбоксингу WAKO                                      |      |          | FC.Sn-75.M | 3     |